# Madeline Wee
Madeline Chia Shin Wee (ur. 18 lipca 1991) – singapurska zapaśniczka walcząca w stylu wolnym. Zajęła jedenaste miejsce na mistrzostwach Azji w 2019. Brązowa medalistka igrzysk Azji Południowo-Wschodniej w 2019. Wicemistrzyni Azji Południowo-Wschodniej w 2018 roku.